# Tomasz z Tolentino
Tomasz z Tolentino (ur. 1250 lub 1260 w Tolentino, zm. 9 kwietnia 1321 w Thane) – włoski franciszkanin, misjonarz, męczennik, błogosławiony Kościoła katolickiego.

## Życiorys
W młodym wieku wstąpił do zakonu franciszkańskiego. Został wyświęcony na kapłana, a w 1289 wybrał się z misją do Armenii, a następnie do Persji. W 1295 roku udał się do Włoch w celu obrony zreformowanego zakonu, a w 1308 roku rozpoczął długą podróż misyjną do Chin. Podróż zakończyła się tragicznie w Thanie, gdzie przybył w towarzystwie Giordano da Severaca, Demetriusza z Tiflis, Jakuba z Padwy i Piotra ze Sieny. W Thanie bracia zostali uznani przez nestorianów za muzułmanów i straceni przez ścięcie. Ich ciała zostały sprowadzone do Chin przez bł. Odoryka z Pordenone. Przy okazji swojej podróży do Europy (1328–1330) bł. Odoryk przywiózł relikwię w postaci czaszki błogosławionego Tomasza do kościoła franciszkanów w Tolentino, później przeniesiono ją do katedry.
W 1894 roku Tomasz z Tolentino został beatyfikowany przez papieża Leona XIII.